# Una vacanza bestiale
Una vacanza bestiale è un film del 1981, diretto da Carlo Vanzina. Si tratta del secondo film interpretato dai Gatti di Vicolo Miracoli.

## Trama
Un gruppo di amici decide di andare in vacanza, e si servono di un'agenzia, la Via col vento tours, per organizzarla. Quest'ultima promette loro una vacanza da sogni ed assoluto divertimento e relax. Ma ben presto si renderanno conto che non è così, fregando soldi ai clienti creduloni, ma soprattutto facendoli ritrovare nei guai. La meta del viaggio è il Medio Oriente, a Taraq, ma una volta che i turisti giungono lì, si accorgono che anche la guida turistica nonché loro accompagnatore è degno dell'agenzia per cui lavora.
Essendo senza la minima assistenza e soprattutto senza soldi, i turisti sono costretti a fuggire dall'albergo e continuare in ogni modo la vacanza. Finiranno coinvolti in orge di salumi, giochi sadomaso con il crudele emiro Kamal, fuggiranno da una prigione con l'aiuto dell'Abate Faria, vagheranno per giorni nel deserto senza acqua, e alla fine salveranno l'occidente con sbarco dei marines alla cena all'ambasciata russa con l'ambasciatore.

## Produzione
All'inizio Galeazzo, il personaggio di Abatantuono, doveva parlare in italiano. Poi, visto il crescente successo di alcuni film usciti poco prima nei quali l'attore portava sullo schermo il personaggio (e la cadenza) del terrunciello, la produzione volle tale parlata anche per questo personaggio; sfortunatamente l'attore fu colto in quel periodo da un disturbo alle corde vocali e non riuscì a doppiare il proprio personaggio nelle scene del film non girate in presa diretta.
A sostituire Abatantuono in fase di doppiaggio si offrì Teo Teocoli, già interprete nello stesso film nella parte del marocchino, il quale ripropose la stessa cadenza.
Nel film Abatantuono svolge anche il ruolo di tecnico delle luci, professione che aveva svolto in precedenza anche a teatro, al Derby di Milano e durante le tournée de I Gatti di Vicolo Miracoli.

## Distribuzione
Il film, distribuito nelle sale italiane dalla Titanus nel 1981, fu poi riproposto dopo il successo de I fichissimi (1981), che aveva Abatantuono e Jerry Calà come protagonisti. La promozione del film Una vacanza bestiale nella riedizione Medusa fu incentrata sulla presenza dei due attori nella stessa pellicola.

## Accoglienza

### Incassi
Il film, così come il precedente Arrivano i gatti, fu un buon successo al botteghino dove incassò circa 4 miliardi di lire.

### Critica
Il film è stato giudicato molto negativamente dalla critica: 
(Morando Morandini)
(FilmTv.it)